# Балка Тягинка
Балка Тягинка — балка (річка) в Україні у Дніпровському районі Дніпропетровської області. Права притока річки Дніпра (басейн Дніпра).

## Опис
Довжина балки приблизно 7,92 км, найкоротша відстань між витоком і гирлом — 6,73 км, коефіцієнт звивистості річки — 1,18. Формується декількома струмками та загатами. На деяких ділянках балка пересихає.

## Розташування
Бере початок на південно-східній стороні від села Оріхове. Спочатку тече на північний схід, а далі тече переважно на південний схід і на південно-східній околиці села Звонецьке впадає в річку Дніпро.

## Цікаві факти
- На балці існували декілька курганів-могил[1][2].